# إيفان أوتيرو
إيفان أوتيرو يوغيروس (بالإسبانية: Iván Otero) (من مواليد 16 أبريل 1977 في أوفييدو، أستورياس) هو لاعب كرة قدم إسباني، يلعب لنادي لانجيرو في مركز قلب الدفاع.

## وصلات خارجية
- إيفان أوتيرو على موقع قاعدة بيانات كرة القدم.إي يو (الإنجليزية)
- إيفان أوتيرو على موقع Soccerway.com (الإنجليزية)

- BDFutbol profile
- Futbolme profile (بالإسبانية)